# Koutar Boulaid
Koutar Boulaid (sinh ngày 10 tháng 10 năm 1989) là một vận động viên chạy đường dài người Maroc, chuyên về marathon. Cô đã tham gia cuộc thi marathon nữ tại Thế vận hội mùa hè 2016.